# Цакони (дем Мъглен)
 Тази статия е за воденското село.  За костурското вижте Цакони (дем Костур).  
Цакони или Цакон чифлик (на гръцки: Χρύσα, Хриса, до 1922 година Τσάκων Τσιφλίκ, Цакон Цифлик) е село в Егейска Македония, Гърция, в дем Мъглен (Алмопия) на административна област Централна Македония.

## География
Цакони е разположено в котловината Мъглен (Моглена) на 145 m надморска височина на 3 km югозападно от демовия център Съботско (Аридеа). Административно селото се води част от Цакон махала (Цаки).

## История

### В Османската империя
В XIX век Цакони е българско село във Воденска каза на Османската империя. В „Етнография на вилаетите Адрианопол, Монастир и Салоника“, издадена в Константинопол в 1878 година и отразяваща статистиката на населението от 1873 година, Цаконе (Tzakoné) е посочено като село във Воденска каза с 37 къщи и 68 жители българи и 60 помаци.
В 1887 година в Цакони е открито българско училище.
Според статистиката на Васил Кънчов („Македония. Етнография и статистика“) в 1900 година в Цакони живеят 260 българи християни.
През 1901 година между Цакони и Съботско са избити председателят на наместничеството в Съботско Иван Попандов и видните български жители от Цакони Иван Цакончев, Васил Балтаков и Христо Балтаков.
Според секретаря на Българската екзархия Димитър Мишев („La Macédoine et sa Population Chrétienne“) в 1905 година в Цакони (Tzakoni) има 320 българи екзархисти и в селото работи българско училище.
Екзархийската статистика за Воденската каза от 1912 година сочи селото с 274 жители българи християни.
По време на Балканската война 2 души от Цакони се включват като доброволци в Македоно-одринското опълчение.

### В Гърция
През войната селото е окупирано от гръцки части и остава в Гърция след Междусъюзническата война. Боривое Милоевич пише в 1921 година („Южна Македония“), че Цакон-чифлик има 40 къщи славяни християни.
След Гръцко-турската война, в 1924 година в селото са 153 настанени гърци бежанци, за които е построена нова махала. Според преброяването от 1928 година селото е смесено местно-бежанско с 42 бежански семейства и 177 души. От 724 жители в 1940 година 483 са местни, а 241 са бежанци.
Селото пострадва силно от Гражданската война в Гърция (1946 – 1949) и много от българоговорещите му жители бягат в социалистическите страни, а бежанците в големите градове.
Според изследване от 1993 година селото е смесено бежанско-„славофонско“ (1045 жители в 1981 г.) и в него турският език е запазен на ниско ниво, а „македонският“ на средно. Селото се брои към Цакон махала.
| Година    | 1913 | 1920 | 1928 | 1940 | 1951 | 1961 | 1971 | 1981 | 1991 | 2001 | 2011 | 2021 |
| --------- | ---- | ---- | ---- | ---- | ---- | ---- | ---- | ---- | ---- | ---- | ---- | ---- |
| Население | 331  | 291  | 572  | 724  | 402  | 485  | 569  | 554  | 576  |      |      |      |

## Личности
Родени в Цакони
- Атанас Марков (1928 – 1948), гръцки партизанин
- Георги Христов, македоно-одрински опълченец, 1 рота на 8 костурска дружина[13]
- Димитър Димитров (1937 – ), учен и политик, министър на културата, от Северна Македония с пробългарска ориентация
- презвитер отец Димитър Костадинов (Константинов), български екзархийски свещеник, отровен в Съботско от гръцките окупационни власти[14][15]
- Мария Воденска (1942 – ), писателка от Северна Македония
- Мице Димитров, народен певец
- Христо Андоновски (1917 – 2006), журналист от Северна Македония

Починали в Цакони
- Иван Попандонов (? – 1907), български духовник, екзархийски архиерейски наместник в Гюмюрджина